# Santa Rita, Paraíba
Santa Rita är en stad och kommun i nordöstra Brasilien och är med cirka 100 000 invånare den tredje största staden i delstaten Paraíba. Staden är belägen några kilometer väster om João Pessoa och ingår i dess storstadsområde. Santa Rita började som en bosättning vid fortet São Sebastião, som anlades 1771 vid en plats som hette Tibiry. Santa Rita bildades mer formellt 1839 och blev en egen kommun den 24 september 1897.

## Administrativ indelning
Kommunen var år 2010 indelad i två distrikt:
- Nossa Senhora do Livramento
- Santa Rita

## Befolkningsutveckling
| Område              | Areal (km²)   | Invånarantal 1 augusti 2000 | Invånarantal 1 augusti 2010 | Invånarantal 1 juli 2014 |
| ------------------- | ------------- | --------------------------- | --------------------------- | ------------------------ |
| Kommun              | 726,85        | 115 844                     | 120 310                     | 133 927                  |
| Urban befolkning    | Ingen uppgift | 100 475                     | 103 717                     | Ingen uppgift            |
| ...varav centralort | Ingen uppgift | 98 477                      | 101 653                     | Ingen uppgift            |